# سولزلایک
سولزلایک (به انگلیسی: Soulslike) یکی از زیر شاخه‌های سبک نقش‌آفرینی اکشن است که به دلیل سطح دشواری بالا و تأکید بر داستان سرایی محیطی، معمولاً در یک محیط خیال‌پردازی تاریک، شناخته می‌شود. منشأ این سبک از عنوان ارواح شیطانی و سه‌گانه دارک سولز اثر شرکت ژاپنی فرام سافتور است که مضامین و مکانیک آن مستقیماً الهام بخش بازی‌های دیگر بوده است. نام «سولزلایک» به‌وسیلهٔ تعدادی از منتقدان و توسعه‌دهندگان انتخاب شده است. با این حال، سؤالاتی نیز وجود دارد که آیا این یک ژانر واقعی است یا به عنوان مجموعه‌ای از مکانیک‌های مشترک محسوب می‌شود. زیر مجموعه‌ای از این بازی‌ها با نام سولزبورن شناخته می‌شود که به بیشتر بازی‌های سولزلایکساخته شده توسط فرام سافتور اشاره دارد.
در حالی که توصیف این سبک معمولاً برای بازی‌های نقش‌آفرینی اکشن به‌کار برده می‌شود، مفاهیم اصلی شامل دشواری بالا، مرگ مکرر شخصیت‌ها منجر به دانش بازیکن و تسلط بر دنیای بازی و تشخیص الگوها، پراکندگی نقاط ذخیره، و دادن اطلاعات غیرمستقیم به بازیکن، داستان‌سرایی محیطی گاهی در بازی‌هایی با ژانرهای بسیار متفاوت دیده می‌شود که مکانیک آن‌ها گاهی اوقات به عنوان سولزلایک توصیف می‌شود.